# Contea di Garza
La contea di Garza (in inglese Garza County) è una contea dello Stato del Texas, negli Stati Uniti. La popolazione al censimento del 2010 era di 6 461 abitanti. Il capoluogo di contea è Post. La contea è stata creata nel 1876 ed in seguito organizzata nel 1907.

## Geografia fisica
| Anno | Popolazione | ±%       |
| ---- | ----------- | -------- |
| 1880 | 36          |          |
| 1890 | 14          | −61.1%   |
| 1900 | 185         | 1,221.4% |
| 1910 | 1,995       | 978.4%   |
| 1920 | 4,253       | 113.2%   |
| 1930 | 5,586       | 31.3%    |
| 1940 | 5,678       | 1.6%     |
| 1950 | 6,281       | 10.6%    |
| 1960 | 6,611       | 5.3%     |
| 1970 | 5,289       | −20.0%   |
| 1980 | 5,336       | 0.9%     |
| 1990 | 5,143       | −3.6%    |
| 2000 | 4,872       | −5.3%    |
| 2010 | 6,461       | 32.6%    |

Secondo l'Ufficio del censimento degli Stati Uniti d'America la contea ha un'area totale di 896 miglia quadrate (2320 km²), di cui 893 miglia quadrate (2310 km²) sono terra, mentre 2,8 miglia quadrate (7,3 km², corrispondenti allo 0,3% del territorio) sono costituiti dall'acqua.

### Strade principali
- U.S. Highway 84
- U.S. Highway 380
- State Highway 207
- Farm to Market Road 669

### Contee adiacenti
- Crosby County (nord)
- Kent County (est)
- Scurry County (sud-est)
- Borden County (sud)
- Lynn County (ovest)
- Lubbock County (nord-ovest)
- Dickens County (nord-est)